# Walseri
Walseri /ime dolazi od Wallis/, maleni germanski narod iz Švicarske alemanskog porijekla, naseljen poglavito u kantonu Valais/Wallis, odakle su se u 12. i 13. stoljeću naselili i po drugim švicarskim kantonima, a danas ih ima i na području Austrije (Vorarlberg, Kleinwalsertal, Brandnertal, Montafon, Reintal, Tannberg, Tirol i Paznauntal), Italije (Valle d'Aosta, Pijemont, Val Formazza) i Lihtenštajnu.

## Jezik
Ovaj maleni narod srodan je po svom jeziku i porijeklu Germanošvicarcima koji govore jezikom schwyzerdütsch (švicarski njemački), Švabima iz Njemačke i Nijemcima kolonije Tovar, malenom njemačkom iseljeničkom zajednicom u Venezueli.

## Život i običaji
Populacija Walsera iznosi nešto preko 20.000, od čega 10.000 u Švicarskoj u 26 zajednica. U Austriji ih ima 8.000 u 14 naselja, u Italiji preko 3.000 (9 naselja) i oko 1.300 u Lihtenštajnu, u jednom naselju. Naselja Walsera se veoma česta nalaze na visinama preko 1.500 metara i razbijenog su tipa. Iz ekonomskih razloga u nekoliko valova raselili su se po alpskom području utemeljujući svoje zajednice na najvišim predjelima Alpa koje je prethodno napustilo stanovništvo koje više nije moglo eksploatirat zemljište, te se spustilo u niže doline. Najviše naselje koje su osnovali je Resy na 2066 metara nadmorske visine, i najviše je naselje u Europi;. Na mjestima gdje su osnivali svoje zajednice počeli su se baviti planinskim stočarstvo. To im je bio osnovni su prihod. Ono što nisu mogli sami proizvesti, Walseri su nabavljali trgovinom sa svojim susjedima. Walserska ekspanzija vršila se u nekoliko smjerova između 1200 i 1300 i između 1400 i 1500 godine. Kako su bili vični oružju gospodari na čijoj su se zemlji naseljavali rado su ih prihvaćali, jer su bili pouzdan temelj za regrutiranje milicije.